# شعب الكبير (شرس)

تعديل مصدري - تعديل

شعب الكبير هي إحدى قرى عزلة شرس الاسفل بمديرية شرس التابعة لمحافظة حجة، بلغ تعداد سكانها 89 نسمة حسب تعداد اليمن لعام 2004.